# 郑州市人民政府
郑州市人民政府，是中华人民共和国河南省郑州市的市级行政管理机关。

## 沿革
1948年10月22日，中国人民解放军进驻郑州，并于23日成立郑州市军事管制委员会，张际春任主任。28日，郑州市人民民主政府成立，宋致和任市长。隶属豫西行署，1949年5月后归河南省人民政府领导。1949年6月，郑州市人民民主政府改为郑州市人民政府。1955年1月，郑州市人民政府改称郑州市人民委员会。
文化大革命开始后，郑州市的政治、经济和社会秩序均被打乱。1968年1月，郑州市革命委员会成立，代行中共郑州市委和郑州市人民委员会职权，实行党政一元化领导。由于政治动乱，党政机构设置混乱，大部门政府职能部门陷入瘫痪或半瘫痪状态。文革结束后，为更好地贯彻中共中央“把工作重心转移到以经济建设为中心上来”的路线、方针，使机构设置适应新时期经济建设的需要，郑州市恢复实行党政分设，1980年12月，郑州市革命委员会撤销，同时恢复成立郑州市人民政府。

## 职权
根据《中华人民共和国地方各级人民代表大会和地方各级人民政府组织法》第七十三条，县级以上的地方各级人民政府行使下列职权：
1. 执行本级人民代表大会及其常务委员会的决议，以及上级国家行政机关的决定和命令，规定行政措施，发布决定和命令；
2. 领导所属各工作部门和下级人民政府的工作；
3. 改变或者撤销所属各工作部门的不适当的命令、指示和下级人民政府的不适当的决定、命令；
4. 依照法律的规定任免、培训、考核和奖惩国家行政机关工作人员；
5. 编制和执行国民经济和社会发展规划纲要、计划和预算，管理本行政区域内的经济、教育、科学、文化、卫生、体育、城乡建设等事业和生态环境保护、自然资源、财政、民政、社会保障、公安、民族事务、司法行政、人口与计划生育等行政工作；
6. 保护社会主义的全民所有的财产和劳动群众集体所有的财产，保护公民私人所有的合法财产，维护社会秩序，保障公民的人身权利、民主权利和其他权利；
7. 履行国有资产管理职责；
8. 保护各种经济组织的合法权益；
9. 铸牢中华民族共同体意识，促进各民族广泛交往交流交融，保障少数民族的合法权利和利益，保障少数民族保持或者改革自己的风俗习惯的自由，帮助本行政区域内的民族自治地方依照宪法和法律实行区域自治，帮助各少数民族发展政治、经济和文化的建设事业；
10. 保障宪法和法律赋予妇女的男女平等、同工同酬和婚姻自由等各项权利；
11. 办理上级国家行政机关交办的其他事项。

## 机构设置
根据《郑州市机构改革方案》，郑州市人民政府设置工作部门40个，直属事业单位7个，派出机构5个。
郑州市人民政府设置下列机构：

### 工作部门
- 郑州市人民政府办公室
- 郑州市发展和改革委员会
- 郑州市教育局
- 郑州市科学技术局
- 郑州市工业和信息化局
- 郑州市民族宗教事务局
- 郑州市公安局
- 郑州市民政局
- 郑州市司法局
- 郑州市财政局
- 郑州市人力资源和社会保障局
- 郑州市自然资源和规划局
- 郑州市林业局
- 郑州市生态环境局
- 郑州市城乡建设局
- 郑州市住房保障和房地产管理局
- 郑州市城市管理局
- 郑州市交通运输局
- 郑州市水利局
- 郑州市农业农村局
- 郑州市商务局
- 郑州市文化广电和旅游局
- 郑州市文物局
- 郑州市卫生健康委员会
- 郑州市退役军人事务局
- 郑州市应急管理局
- 郑州市审计局
- 郑州市国有资产监督管理委员会
- 郑州市市场监督管理局
- 郑州市体育局
- 郑州市统计局
- 郑州市粮食和物资储备局
- 郑州市医疗保障局
- 郑州市国防动员办公室（郑州市人民防空办公室）
- 郑州市信访局
- 郑州市行政审批和政务信息管理局
- 郑州市园林局
- 中国（河南）自由贸易试验区郑州片区管理委员会

### 直属事业单位
- 郑州住房公积金管理中心
- 郑州市供销合作社
- 郑州市市场发展中心

### 派出机构
- 郑州航空港经济综合实验区管委会
- 郑东新区管委会
- 郑州高新技术产业开发区管委会
- 郑州经济技术开发区管委会
- 郑州黄河文化公园管委会